# Prorella desperata
Prorella desperata là một loài bướm đêm trong họ Geometridae.